# Francesco Branciforte, marchese di Militello
Francesco Branciforte Barresi, marchese di Militello (Militello Val di Noto, 17 marzo 1575 – Messina, 23 febbraio 1622), è stato un nobile e mecenate italiano.

## Biografia
Nacque a Militello Val di Noto nel 1575 da Fabrizio, III principe di Butera, e dalla nobildonna Caterina Barresi Branciforte, marchesa di Militello, di cui era figlio primogenito. Visse i suoi primi anni di vita in Spagna, nella corte della nonna paterna Dorotea Barresi Santapau dei principi di Pietraperzia e del suo terzo marito Juan de Zúñiga y Requeséns; nel 1605, alla morte della madre,  ereditò il titolo di Marchese di Militello, di cui si investì il 19 ottobre di quell'anno, ed ebbe conferma del mero e misto imperio sul relativo feudo il 16 ottobre 1608.
A Militello, il Marchese Francesco trascorse gran parte della sua vita da adulto, ed assieme alla moglie Giovanna d'Austria diede vita a una corte raffinata, ritenuta la più prestigiosa nella Sicilia del XVII secolo. Egli promosse l'affermazione culturale di alcuni esponenti del luogo (letterati come Pietro Carrera, Filippo Caruso e Mario Tortelli; giuristi come Mario Gastone; scultori come Giambattista Baldanza) e attirò artisti (pittori come Filippo Paladini e Mario Minniti; argentieri come Giuseppe Capra).
Branciforte si dedicava allo studio delle lettere, della matematica, delle scienze naturali, della filosofia e della teologia, e con la propria consorte condivideva la passione per la musica e per il teatro. Nella cittadina, il Marchese di Militello vi fondò una biblioteca, una tipografia, un monastero dei Padri Domenicani e l'Abbazia di San Benedetto, e sotto la sua amministrazione avvenne pure la ristrutturazione urbanistica del borgo con la costruzione di monumenti e strade.
Nel 1622, il Branciforte si recò a Messina per rendere l'accoglienza al viceré Emanuele Filiberto di Savoia, nominato dal re Filippo IV di Spagna. Ammalatosi gravemente all'arrivo nella predetta città, vi morì il 23 febbraio all'età di 47 anni.
La sua salma fu trasportata a Militello, dove inizialmente fu traslato nel convento di San Francesco d'Assisi, e successivamente sepolto nell'Abbazia di San Benedetto.

### La morte
Sulla morte del Marchese di Militello diversi storici contemporanei hanno formulato l'ipotesi secondo cui essa sarebbe avvenuta per avvelenamento: un riscontro oggettivo lo fornisce un esame tossicologico eseguito nel 1996 sulla testa imbalsamata del Branciforte - appositamente prelevata dalla sua sepoltura e portata in un laboratorio scientifico dell'Università di Pisa - attraverso cui è stata rilevata una notevole quantità di arsenico.
L'arsenico sarebbe stato ingerito attraverso i cibi, ed è stato ipotizzato anche un collegamento tra l'omicidio e i frequenti ed accesi contrasti che il Marchese ebbe in vita con il padre il Principe Fabrizio, che accusava per la cattiva gestione finanziaria del patrimonio di famiglia.

### Matrimoni e discendenza

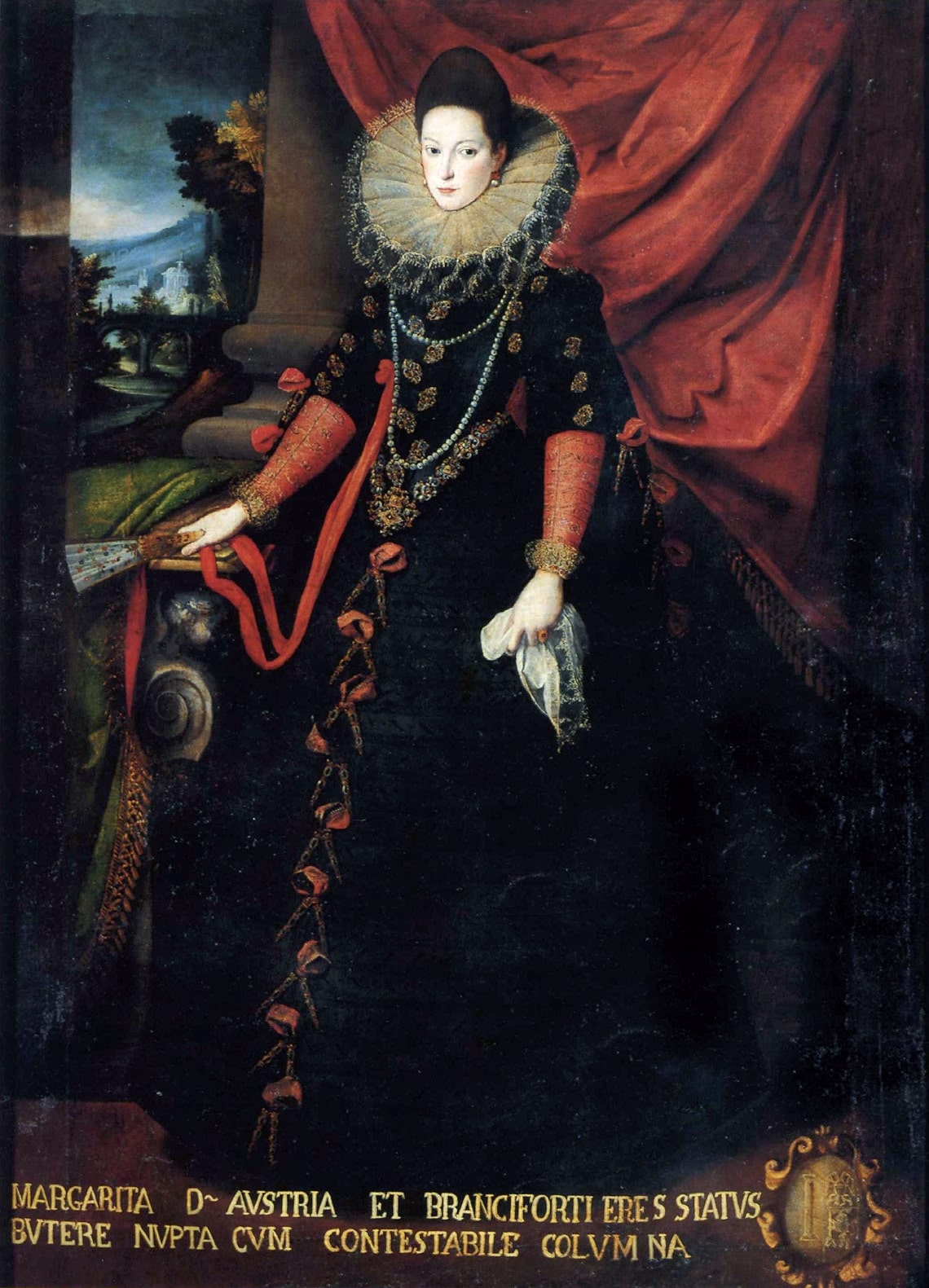
Ritratto di Giovanna d'Austria realizzato da Sofonisba Anguissola, conservato presso la Galleria dei Feudi di Palazzo Butera.

Il marchese Francesco Branciforte Barresi, il 20 agosto 1603 sposò a Palermo, con nozze celebrate dall'Arcivescovo di Monreale, Giovanna d'Austria (11 settembre 1573-8 febbraio 1630), figlia naturale di Giovanni, quest'ultimo figlio naturale di Carlo V d'Asburgo.
Dall'unione nacquero tre figlie: 
- Margherita (* 19 marzo 1605 - † 24 gennaio 1659), suo jure IV Principessa di Butera, sposò il 13 ottobre 1624 Federico Colonna, contestato Principe di Paliano (1601-1641)[7], da cui avrà un solo figlio:
  - Antonio (* 1625 - † di epilessia, 16 dicembre 1628)[6]
- Caterina (* 1º giugno 1606 - † 13 novembre 1610);
- Flavia (* 10 dicembre 1610 - † 7 ottobre 1614)

## Letteratura
Il cronista militellese Filippo Caruso affermò che il Marchese di Militello compose due commedie, oggi perdute, Il turco fedele e I due pellegrini, un trattato, anch'esso perduto, sull'amore onesto, Il Cis, e un trattato, incompiuto, su La Ragione di Stato.